# Charles Seale-Hayne
Pour les articles homonymes, voir Seale et Hayne.
Charles Hayne Seale-Hayne (22 octobre 1833-22 novembre 1903) de Fuge House dans la paroisse de Blackawton et de Kingswear Castle, port de Dartmouth, tous deux dans le Devon, est un homme d'affaires britannique et homme politique libéral, député d'Ashburton en Devon, de 1885 jusqu'à sa mort en 1903. Il est payeur général entre 1892 et 1895 dans les administrations libérales de William Ewart Gladstone et du comte de Rosebery. 

## Carrière politique
Admis au barreau en 1857, Seale Hayne est député libéral d'Ashburton, Devon, de 1885 jusqu'à sa mort en 1903. Il sert sous William Ewart Gladstone et plus tard le comte de Rosebery comme Paymaster-General de 1892 à 1895 et est nommé conseiller privé en 1892. Outre sa carrière politique, il est également le premier président du Dartmouth and Torbay Railway. 

## Vie privée
Seale Hayne est décédé en novembre 1903, à 70 ans, à Mayfair (Londres), et est enterré au Cimetière de Kensal Green. Dans son testament, il dote un collège d'agriculture et de science alimentaire près de Newton Abbot. Le Seale-Hayne College ouvre ses portes en 1919, devenant plus tard une partie de l'Université de Plymouth. 